# Martha Plimpton
Martha Campbell Plimpton (Nova Iorque, 16 de Novembro de 1970) é uma ex-modelo e atriz estadunidense. Participou de dois filmes com o ator River Phoenix (The Mosquito Coast e Running on Empty), com quem manteve um relacionamento amoroso. 
É filha dos atores Keith Carradine e Shelley Plimpton, também é neta do ator John Carradine e sobrinha dos atores David Carradine, Robert Carradine e Bruce Carradine.

## Filmografia
- The River Rat 1984
- Raising Hope
- Os Goonies - The Goonies 1985
- A Costa do Mosquito - The Mosquito Coast  (1986)
- O Peso de um Passado - Running on Empty (1988)
- A Outra - Another Woman (1988)
- Stanley & Iris (1990)
- ER - Plantão Médico (1994) (Série de TV)
- Parenthood - O Tiro que Não Saiu pela Culatra - Parenthood (1989)
- Um Tiro para Andy Warhol - I Shot Andy Warhol (1996)
- Atração Irresistível (1998)
- 200 Cigarros - 200 Cigarettes (1999)
- Searching for Debra Winger (2002)
- Law and Ordem SVU T3:E21 (2002)
- Lembranças - Remember Me (2010)
- The Blacklist - (2018)